# CEMSA
La société CEMSA - Costruzioni Elettro Meccaniche di Saronno était une entreprise italienne créée en 1925 et spécialisée dans la production de locomotives à vapeur et électriques. À partir de 1946, elle se diversifie dans la construction automobile. 

## Histoire
Les origines de l'entreprise remontent à 1887 avec la création à Saronno, au nord de Milan, en Italie, d'une entreprise de construction de locomotives à vapeur, la société Costruzioni Meccaniche di Saronno. 
L'activité ferroviaire fut très intense de 1887 à 1913. L'entreprise a construit, durant cette période, de très nombreuses locomotives à vapeur de tous les écartements de voies pour les chemins de fer italiens, les Ferrovie dello Stato et plusieurs sociétés ferroviaires titulaires de concessions. 
À partir de 1894, après une modification dans la répartition du capital, la société se lance dans la construction automobile et acquiert une licence pour fabriquer la Peugeot Type 3, modèle dérivé du Daimler Stahlradwagen, quadricycle novateur de 1889, conçu par Gottlieb Daimler et Wilhelm Maybach. La Peugeot Type 3 a été la première automobile à circuler en Italie. Gaetano Rossi, directeur de la société lainière Lanerossi à Piovene Rocchette, petite ville de la Province de Vicence, a commandé le 30 août 1892 le premier exemplaire qui lui a été livré le 2 janvier 1893 moyennant le prix de 5567,25 francs de l'époque. Le véhicule portait le numéro 25 et était équipé du moteur Daimler no 124. Ce quadricycle historique est conservé au Musée de l'Automobile de Turin.
Durant la Première Guerre mondiale, l'entreprise, comme toutes les entreprises des pays en guerre, a été convertie pour fabriquer du matériel militaire au titre de l'effort de guerre. Dès la fin des hostilités, la société est rachetée par l'ingénieur Nicola Romeo, déjà propriétaire de la "Società Anonima Ing. Nicola Romeo & Co" et d'Alfa Romeo. Il intègre la société dans le groupe nouvellement créé : CEMSA - Costruzioni Elettro Meccaniche di Saronno. 
En 1935, l'entreprise CEMSA est rachetée par la holding publique italienne d'État IRI qui la revend l'année suivante à la société aéronautique  Caproni qui possédait aussi le constructeur automobile de grand luxe Isotta Fraschini. 
Durant la Seconde Guerre mondiale, CEMSA se spécialisa dans la fabrication d'armes légères. À la fin du conflit, la société commença à fabriquer des automobiles grâce à la collaboration active de l'ingénieur Antonio Fessia, grand ingénieur très réputé dans l'automobile et les moteurs d'avions, qui avait quitté son poste de directeur du bureau d'études central du géant turinois Fiat en 1946. En très peu de temps, Fessia a réussi à transformer CEMSA en un véritable constructeur d'automobiles sportives. Il a réussi à concevoir une voiture entièrement nouvelle et très novatrice techniquement, la CEMSA Caproni F.11, acronyme de Fessia 1100, qui a été présentée au Salon de l'automobile de Paris en 1947. 
Malheureusement, la production de la voiture s'arrêta après seulement le 10e exemplaire en raison des problèmes liés à la crise financière que connurent tous les pays au lendemain de la guerre. La société a été dissoute en 1948.

## La CEMSA Caproni F.11
La voiture CEMSA Caproni F.11 conçue et réalisée par Antonio Fessia avait des  caractéristiques techniques révolutionnaires avec un moteur 4 cylindres boxer placé en porte à faux devant le train avant, une boîte de vitesses à prise directe avec commande au volant et des suspensions avant indépendantes et la traction avant. Toutes ces solutions techniques seront reprises sur une voiture de grande série, la  Lancia Flavia de 1960, conçue également par l'ingénieur Fessia. Le dessin de la carrosserie n'est pas dû à un designer extérieur mais aux techniciens du bureau d'études maison avec quelques retouches du carrossier Bertone.
Lorsque la société a été liquidée, en 1948, presque tous les 10 exemplaires à peine sortis d'atelier ont été dispersés. Un seul et unique exemplaire de la F.11 a été sauvegardé, il est conservé et exposé en parfait état au Musée Volandia.

## Les matériels ferroviaires
La société CEMSA a construit durant plus de vingt ans une multitude de locomotives à vapeur notamment pour les Ferrovie Calabro Lucane, 11 locomotives du groupe R.301 FS et 22 locomotives du groupe R.302 FS, la FSS 9 des Ferrovie Settentrionali Sarde.
CEMSA a fabriqué pour les Ferrovie Nord Milano les locomotives du groupe 280, et 290. La société a ensuite fabriqué une grande quantité de locomotives FS 640 et 740 pour l'entreprise nationale Ferrovie dello Stato.
En 1924, une délégation de la direction des FS, en déplacement à Berlin à l'occasion d'un congrès ferroviaire, s'intéressa aux nouvelles automotrices thermiques DWK construites par Deutsche Werke Kiel A.G..
La société de Nicola Romeo de Milan, constructeur de locomotives, acheta une licence de production et lança la fabrication dans la nouvelle usine CEMSA construite à Saronno. Les FS passèrent commande de trois unités, mais avec un nouveau système de carburation breveté Aliverti. Deux unités ont été acquises par la "Società Italiana Ferrovie e Tramvie" de Piacenza et par la Ferrovia Alifana.
Durant les années 1920, la société CEMSA commence à fabriquer des locomotives électriques alimentées en triphasé des groupes FS E.333, FS E.552 et FS E.554 et en courant continu FS E.626.